# Liste der Autorenbeteiligungen und Produktionen von Wolfgang Petry
Dies ist eine Übersicht über die Kompositionen und Produktionen des deutschen Musikers, Komponisten und Produzenten Wolfgang Petry und seinen Pseudonymen wie Jim Lizzy. Zu berücksichtigen ist, dass Hitmedleys, Remixe, Liveaufnahmen oder Neuaufnahmen des gleichen Interpreten nicht aufgeführt werden.

## /
| Jahr | Titel             | Interpret      | Funktion                   |
| ---- | ----------------- | -------------- | -------------------------- |
| 1988 | …Voller Seligkeit | Wolfgang Petry | Co-Komponist, Co-Produzent |

## #
| Jahr | Titel           | Interpret        | Funktion     |
| ---- | --------------- | ---------------- | ------------ |
| 1991 | 100 Stunden     | Wolfgang Petry   | Co-Komponist |
| 2013 | 1000 Fragen     | Cathrin Geissler | Co-Komponist |
| 1992 | 20 Jahre danach | Wolfgang Petry   | Komponist    |

## A
| Jahr | Titel                                      | Interpret      | Funktion                   |
| ---- | ------------------------------------------ | -------------- | -------------------------- |
| 1987 | Abrakadabra                                | Wolfgang Petry | Co-Komponist               |
| 1998 | Alle Jahre wieder                          | Wolfgang Petry | Co-Produzent               |
| 2000 | Alles bleibt, wie es war                   | Wolfgang Petry | Co-Komponist               |
| 2004 | Alles geht einmal vorbei                   | Wolfgang Petry | Co-Produzent               |
| 1998 | Alles kein Problem                         | Wolfgang Petry | Co-Produzent               |
| 2004 | Alles viel zu schlapp                      | Wolfgang Petry | Co-Produzent               |
| 2004 | Altes Eisen                                | Wolfgang Petry | Co-Produzent               |
| 2000 | Amazed                                     | Trademark      | Co-Produzent               |
| 1990 | Arsch hoch und tanzen (Disco Maxi Version) | De Bläck Fööss | Co-Produzent               |
| 1987 | Auch wenn wir lügen müssen                 | Andreas Martin | Co-Komponist               |
| 1998 | Auf deinem weiten Weg                      | Wolfgang Petry | Co-Produzent               |
| 1991 | Auf den Mond schießen (hinterherfliegen)   | Wolfgang Petry | Co-Komponist, Co-Produzent |
| 2001 | Auf Maja’s Blumenwiese                     | Wolfgang Petry | Co-Produzent               |
| 2002 | Augen zu und durch                         | Wolfgang Petry | Co-Produzent               |

## B
| Jahr | Titel                   | Interpret      | Funktion     |
| ---- | ----------------------- | -------------- | ------------ |
| 1998 | Ballermann              | Wolfgang Petry | Co-Produzent |
| 2007 | Bis ans Ende der Welt   | Achim Petry    | Co-Komponist |
| 2015 | Brandneu                | Wolfgang Petry | Co-Produzent |
| 1996 | Bronze, Silber und Gold | Wolfgang Petry | Co-Produzent |

## C
| Jahr | Titel                  | Interpret      | Funktion     |
| ---- | ---------------------- | -------------- | ------------ |
| 2002 | Co-Co (Ho chi kaka ho) | Wolfgang Petry | Co-Produzent |

## D
| Jahr | Titel                                            | Interpret                              | Funktion                   |
| ---- | ------------------------------------------------ | -------------------------------------- | -------------------------- |
| 1979 | Dä Kähl kritt kein Luff mie                      | Wolfgang Petry                         | Co-Komponist               |
| 2002 | Da geht mir voll einer ab                        | Wolfgang Petry                         | Co-Produzent               |
| 1991 | Da sind diese Augen                              | Wolfgang Petry                         | Komponist                  |
| 1987 | Dann schließ’ ich meine Augen (und wir heben ab) | Wolfgang Petry                         | Co-Komponist               |
| 2013 | Das alles soll ich machen                        | Achim Petry                            | Co-Komponist               |
| 1998 | Das erste Mal im Leben                           | Wolfgang Petry                         | Co-Produzent               |
| 2002 | Das steh’n wir durch                             | Wolfgang Petry                         | Co-Produzent               |
| 2009 | Das wird ne lange Nacht                          | Achim Petry                            | Co-Produzent               |
| 2013 | Deine Liebe ist der Wahnsinn                     | Achim Petry                            | Co-Komponist               |
| 1993 | Denn eines Tags vielleicht                       | Wolfgang Petry                         | Co-Komponist               |
| 1996 | Denn eines Tags vielleicht                       | Wolfgang Petry                         | Co-Komponist, Co-Produzent |
| 1997 | Denn eines Tags vielleicht                       | Trademark (Songtitel: I’ll Be the One) | Co-Komponist               |
| 2003 | Der erste Schnee                                 | Wolfgang Petry                         | Co-Komponist               |
| 1996 | Der Himmel brennt                                | Wolfgang Petry                         | Co-Produzent               |
| 1984 | Der Teufel kam um Mitternacht                    | Wolfgang Petry                         | Co-Komponist               |
| 1996 | Die längste Single der Welt                      | Wolfgang Petry                         | Co-Komponist, Co-Produzent |
| 1999 | Die längste Single der Welt – Teil 2             | Wolfgang Petry                         | Co-Komponist, Co-Produzent |
| 2001 | Die längste Single der Welt – Teil 3             | Wolfgang Petry                         | Co-Komponist               |
| 1989 | Die rote Sonne von Mykonos                       | Christian König                        | Co-Komponist               |
| 2002 | Dieses Lied ist für euch                         | Wolfgang Petry                         | Co-Produzent               |
| 2000 | Don’t Want to Live Without Your Love             | Trademark                              | Co-Produzent               |
| 1992 | Du bist ein Wunder                               | Wolfgang Petry                         | Co-Komponist               |
| 1996 | Du bist ein Wunder                               | Wolfgang Petry                         | Co-Komponist, Co-Produzent |
| 2007 | Du bist ein Wunder                               | Nádine (Songtitel: As jy wonder)       | Co-Komponist               |
| 1993 | Du gehörst zu mir                                | Wolfgang Petry                         | Co-Komponist               |
| 2001 | Du hast mein Herz geklaut                        | Wolfgang Petry                         | Co-Produzent               |
| 2011 | Du heiliger Bimbam (nackt)                       | Jürgen Drews                           | Co-Komponist               |
| 2001 | Du machst aus mir ’ne Achterbahn                 | Wolfgang Petry                         | Co-Produzent               |
| 1998 | Du mit mir                                       | Wolfgang Petry                         | Co-Produzent               |
| 1993 | Du willst leben wie es dir gefällt               | Wolfgang Petry                         | Co-Komponist               |

## E
| Jahr | Titel                                        | Interpret      | Funktion                   |
| ---- | -------------------------------------------- | -------------- | -------------------------- |
| 2004 | Echte Freunde                                | Wolfgang Petry | Co-Produzent               |
| 1984 | Eine Frau wie du                             | Wolfgang Petry | Co-Komponist               |
| 1998 | Eine Muh, eine Mäh                           | Wolfgang Petry | Co-Produzent               |
| 2014 | Eine Stimme                                  | Achim Petry    | Co-Komponist               |
| 1998 | Einfach geil                                 | Wolfgang Petry | Co-Produzent               |
| 1988 | Einmal mit dir                               | Wolfgang Petry | Co-Komponist, Co-Produzent |
| 1994 | Endlich weiss ich, wovon du heimlich träumst | Wolfgang Petry | Komponist, Co-Produzent    |
| 1998 | Es ist ein Ros entsprungen                   | Wolfgang Petry | Co-Produzent               |
| 2000 | Even When I Close My Eyes                    | Trademark      | Co-Produzent               |
| 1987 | Everybody Dance                              | Black Denim    | Co-Komponist               |

## F
| Jahr | Titel                                  | Interpret      | Funktion                   |
| ---- | -------------------------------------- | -------------- | -------------------------- |
| 1984 | Finale in Moll                         | Wolfgang Petry | Co-Komponist               |
| 1987 | Fliegen ist schöner                    | Wolfgang Petry | Co-Komponist, Co-Produzent |
| 1996 | Frei für dich                          | Wolfgang Petry | Co-Produzent               |
| 1998 | Fröhliche Weihnacht überall            | Wolfgang Petry | Co-Produzent               |
| 1988 | Früher                                 | Wolfgang Petry | Co-Komponist, Co-Produzent |
| 1993 | Für diesen Mann wollt’ ich mal sterben | Wencke Myhre   | Co-Komponist               |

## G
| Jahr | Titel                                   | Interpret      | Funktion     |
| ---- | --------------------------------------- | -------------- | ------------ |
| 1996 | Ganz oder gar nicht                     | Wolfgang Petry | Co-Produzent |
| 2021 | Geboren für den Augenblick              | Wolfgang Petry | Co-Komponist |
| 1998 | Geil, geil, geil (Wir sind die größten) | Wolfgang Petry | Co-Produzent |
| 1996 | Gianna                                  | Wolfgang Petry | Co-Produzent |
| 1998 | Gott sei Dank                           | Wolfgang Petry | Co-Produzent |
| 2004 | Gut so                                  | Wolfgang Petry | Co-Produzent |
| 1998 | Guten Morgen, Süße                      | Wolfgang Petry | Co-Produzent |

## H
| Jahr | Titel                                                  | Interpret      | Funktion                   |
| ---- | ------------------------------------------------------ | -------------- | -------------------------- |
| 1997 | Hab’ noch lange nicht genug                            | Wolfgang Petry | Co-Komponist               |
| 1984 | Hallelujah mach’s gut (Steck dir mein Herz an den Hut) | Wolfgang Petry | Co-Komponist               |
| 2007 | Help & Hope                                            | Achim Petry    | Co-Komponist               |
| 1988 | Herzlichen Glückwunsch                                 | Wolfgang Petry | Co-Komponist, Co-Produzent |
| 1997 | Heute weiß ich, was du Wert bist                       | Wolfgang Petry | Co-Komponist, Co-Produzent |
| 1984 | Hey sie…sind Sie noch dran?                            | Wolfgang Petry | Co-Komponist               |
| 2002 | Hey sie…sind Sie noch dran?                            | Wolfgang Petry | Co-Komponist, Co-Produzent |
| 1998 | Himmel, Arsch und Zwirn                                | Wolfgang Petry | Co-Produzent               |
| 2000 | How Could I Know                                       | Trademark      | Co-Produzent               |

## I
| Jahr | Titel                                       | Interpret      | Funktion                   |
| ---- | ------------------------------------------- | -------------- | -------------------------- |
| 2000 | I Could Live on Loving You                  | Trademark      | Co-Produzent               |
| 1993 | Ich bin kein Mann fürs Paradies             | Tom Astor      | Co-Komponist               |
| 1997 | Ich bin so froh, dass es dich gibt          | Wolfgang Petry | Co-Komponist, Co-Produzent |
| 2004 | Ich bin, ich will, ich kann                 | Wolfgang Petry | Co-Produzent               |
| 1987 | Ich brauch ’ne Dosis Liebe                  | Wolfgang Petry | Co-Komponist               |
| 1993 | Ich denke jeden Tag an dich                 | Wolfgang Petry | Co-Komponist, Co-Produzent |
| 2002 | Ich geh’ mit dir                            | Wolfgang Petry | Co-Produzent               |
| 2001 | Ich hab’ dich immer schon geliebt           | Wolfgang Petry | Co-Produzent               |
| 2004 | Ich komm’ mit allen klar                    | Wolfgang Petry | Co-Produzent               |
| 2001 | Ich krieg’ alles, was ich will (von dir)    | Wolfgang Petry | Co-Produzent               |
| 1981 | Ich mach’ es so, wie ich’s eben kann        | Wolfgang Petry | Co-Komponist               |
| 1991 | Ich träume oft von dir                      | Wolfgang Petry | Co-Komponist               |
| 1999 | Ich tu das alles nur für dich               | Wolfgang Petry | Co-Komponist               |
| 1998 | Ich will das alles nicht mehr               | Wolfgang Petry | Co-Produzent               |
| 1998 | Ich will dich nicht wiederseh’n             | Wolfgang Petry | Co-Produzent               |
| 1981 | Ich will Leben                              | Wolfgang Petry | Co-Komponist               |
| 2001 | Ich will mehr                               | Wolfgang Petry | Co-Komponist, Co-Produzent |
| 1993 | Ich will noch mehr                          | Wolfgang Petry | Co-Komponist               |
| 1994 | Ich wünsche dir viel Glück auf deiner Reise | Wolfgang Petry | Komponist                  |
| 1998 | Ihr Kinderlein, kommet                      | Wolfgang Petry | Co-Produzent               |
| 2012 | Ik bouw een paleis                          | Sammy Baker    | Co-Komponist               |
| 1991 | Immer und ewig                              | Wolfgang Petry | Co-Komponist, Co-Produzent |
| 1997 | Is It Love                                  | Trademark      | Co-Komponist               |

## J
| Jahr | Titel        | Interpret      | Funktion     |
| ---- | ------------ | -------------- | ------------ |
| 1996 | Jessica      | Wolfgang Petry | Co-Produzent |
| 1998 | Jingle Bells | Wolfgang Petry | Co-Produzent |

## K
| Jahr | Titel                                | Interpret        | Funktion                   |
| ---- | ------------------------------------ | ---------------- | -------------------------- |
| 2003 | Kein Grund zur Panik                 | Wolfgang Petry   | Co-Produzent               |
| 2001 | Keine Angst                          | Wolfgang Petry   | Co-Produzent               |
| 2007 | Keiner liebt dich…                   | Achim Petry      | Co-Komponist, Co-Produzent |
| 1991 | Kenia                                | De Bläck Fööss   | Co-Produzent               |
| 1988 | Kinder dieser Welt                   | Mireille Mathieu | Co-Komponist               |
| 1990 | Kinder dieser Welt                   | Bernd Clüver     | Co-Komponist               |
| 1998 | Kling, Glöckchen, klingelingeling    | Wolfgang Petry   | Co-Produzent               |
| 1990 | Komm zu mir heute Nacht              | Bernd Clüver     | Co-Komponist, Co-Produzent |
| 1999 | Komm’                                | Wolfgang Petry   | Co-Komponist               |
| 1998 | Kommet, ihr Hirten                   | Wolfgang Petry   | Co-Produzent               |
| 1992 | Könnt’ ich noch einmal mit dir leben | Wolfgang Petry   | Co-Komponist               |

## L
| Jahr | Titel                            | Interpret        | Funktion                   |
| ---- | -------------------------------- | ---------------- | -------------------------- |
| 1989 | La couleur de l’or               | Mireille Mathieu | Co-Komponist               |
| 1998 | Lasst uns froh und munter sein   | Wolfgang Petry   | Co-Produzent               |
| 2001 | Leg dein Gesicht an mein Gesicht | Wolfgang Petry   | Co-Produzent               |
| 1998 | Leise rieselt der Schnee         | Wolfgang Petry   | Co-Produzent               |
| 1987 | Liebe – die du nie begreifst     | Wolfgang Petry   | Co-Komponist               |
| 1988 | Liebe für eine Nacht             | Wolfgang Petry   | Co-Komponist, Co-Produzent |
| 2013 | Liebe ist immer wie ein Wunder   | Cathrin Geissler | Co-Komponist               |
| 1993 | Lieben oder hassen               | Wolfgang Petry   | Co-Komponist               |
| 1987 | Linda & Joey                     | Wolfgang Petry   | Co-Komponist               |
| 1999 | Live ’99 – Die Single            | Wolfgang Petry   | Co-Komponist               |

## M
| Jahr | Titel                                       | Interpret       | Funktion                   |
| ---- | ------------------------------------------- | --------------- | -------------------------- |
| 1999 | Mach dir keine Sorgen                       | Wolfgang Petry  | Co-Komponist               |
| 1990 | Maiwiese (Instrumental)                     | De Bläck Fööss  | Co-Produzent               |
| 1998 | Mal wieder voll daneben                     | Wolfgang Petry  | Co-Produzent               |
| 1988 | Manche mögen’s heiß                         | Wolfgang Petry  | Co-Komponist, Co-Produzent |
| 1989 | Manuela Goodbye                             | Christian König | Co-Komponist, Co-Produzent |
| 2009 | Maria Maria                                 | Wolfgang Petry  | Co-Komponist               |
| 1998 | Mary’s Boy Child                            | Wolfgang Petry  | Co-Produzent               |
| 1999 | Mein Revier                                 | Wolfgang Petry  | Co-Komponist               |
| 2003 | Mein Revier                                 | Wolfgang Petry  | Co-Komponist, Co-Produzent |
| 1996 | Mein Zuhause                                | Wolfgang Petry  | Co-Produzent               |
| 1994 | Meine kleine Welt                           | Wolfgang Petry  | Co-Komponist               |
| 2000 | Miss You Finally                            | Trademark       | Co-Komponist, Co-Produzent |
| 1986 | Miss You So Much                            | The Motive      | Co-Komponist               |
| 2001 | Mit dir für immer                           | Wolfgang Petry  | Co-Produzent               |
| 2004 | Mit dir geh’ ich den Weg                    | Wolfgang Petry  | Co-Produzent               |
| 2002 | Mit offenen Armen                           | Wolfgang Petry  | Co-Produzent               |
| 2001 | Morgen ist ein neuer Tag                    | Wolfgang Petry  | Co-Produzent               |
| 1998 | Morgen kommt der Weihnachtsmann             | Wolfgang Petry  | Co-Produzent               |
| 1998 | Morgen, Kinder, wird’s was geben            | Wolfgang Petry  | Co-Produzent               |
| 2009 | Morgen, Kinder, wird’s was geben            | Ireen Sheer     | Co-Komponist               |
| 1986 | Morning Comes (And She’s Gone Away)         | The Motive      | Co-Komponist               |
| 1998 | Müll                                        | Wolfgang Petry  | Co-Produzent               |
| 1990 | Mund auf und mitsingen (Disco Maxi Version) | De Bläck Fööss  | Co-Produzent               |

## N
| Jahr | Titel                                 | Interpret      | Funktion                   |
| ---- | ------------------------------------- | -------------- | -------------------------- |
| 1998 | Na dann, gute Nacht                   | Wolfgang Petry | Co-Produzent               |
| 2000 | Never Again                           | Trademark      | Co-Produzent               |
| 2002 | Nichts von alledem                    | Wolfgang Petry | Co-Produzent               |
| 1998 | Nichts wie weg – Und Schluß mit Liebe | Wolfgang Petry | Co-Produzent               |
| 2001 | Nimm mein Herz mit                    | Wolfgang Petry | Co-Produzent               |
| 1988 | Noah                                  | Wolfgang Petry | Co-Komponist, Co-Produzent |
| 1988 | Nur ein kleines Stück Papier          | Wolfgang Petry | Co-Komponist, Co-Produzent |
| 2013 | Nur ein kleines Stück Papier          | Foxpiraten     | Co-Komponist               |
| 1995 | Nur für dich will ich da sein         | Wolfgang Petry | Co-Komponist, Co-Produzent |

## O
| Jahr | Titel                      | Interpret      | Funktion     |
| ---- | -------------------------- | -------------- | ------------ |
| 1998 | O du fröhliche             | Wolfgang Petry | Co-Produzent |
| 2001 | Ob du’s glaubst oder nicht | Wolfgang Petry | Co-Produzent |
| 1982 | Ohne mich                  | Wolfgang Petry | Co-Komponist |
| 2000 | Only Love                  | Trademark      | Co-Produzent |

## P
| Jahr | Titel                  | Interpret      | Funktion     |
| ---- | ---------------------- | -------------- | ------------ |
| 2004 | Papperlapapp           | Wolfgang Petry | Co-Produzent |
| 1997 | Pass’ gut auf dich auf | Wolfgang Petry | Co-Komponist |

## R
| Jahr | Titel            | Interpret      | Funktion                   |
| ---- | ---------------- | -------------- | -------------------------- |
| 2004 | Regine           | Wolfgang Petry | Co-Produzent               |
| 2000 | Right by My Side | Trademark      | Co-Produzent               |
| 1993 | Ruhrgebiet       | Wolfgang Petry | Co-Komponist               |
| 1996 | Ruhrgebiet       | Wolfgang Petry | Co-Komponist, Co-Produzent |

## S
| Jahr | Titel                         | Interpret                       | Funktion                   |
| ---- | ----------------------------- | ------------------------------- | -------------------------- |
| 2001 | Sabine                        | Wolfgang Petry                  | Co-Produzent               |
| 1992 | Sandy                         | Wolfgang Petry                  | Co-Komponist, Co-Produzent |
| 1988 | Save the World with Love      | Wolfgang Petry                  | Co-Komponist, Co-Produzent |
| 1991 | Schade                        | Wolfgang Petry                  | Co-Komponist               |
| 2001 | Scheisse ist braun            | Wolfgang Petry                  | Co-Produzent               |
| 1995 | Scheissegal                   | Wolfgang Petry                  | Co-Komponist, Co-Produzent |
| 1991 | Schlechte Karten              | Wolfgang Petry                  | Co-Komponist               |
| 2013 | Schleimer                     | Achim Petry                     | Komponist                  |
| 1982 | Schötzefess                   | De Bläck Fööss                  | Co-Komponist               |
| 1998 | Schwarz oder weiß             | Wolfgang Petry                  | Co-Produzent               |
| 1988 | Scirocco in Marokko           | Höhner                          | Co-Komponist               |
| 1990 | Sehnsucht nach dir            | Wolfgang Petry                  | Co-Produzent               |
| 1994 | Sieben Tage, sieben Nächte    | Wolfgang Petry                  | Co-Komponist, Co-Produzent |
| 2012 | Sieben Tage, sieben Nächte    | Stefan (Songtitel: Zeven dagen) | Co-Komponist               |
| 1988 | Silver’s Blues                | Silver                          | Co-Komponist, Co-Produzent |
| 1988 | Skinny Minny                  | Silver                          | Co-Produzent               |
| 2001 | SMS: ich liebe dich           | Wolfgang Petry                  | Co-Komponist               |
| 1998 | So ein Schwein…               | Wolfgang Petry                  | Co-Produzent               |
| 1996 | Sommer in der Stadt           | Wolfgang Petry                  | Co-Produzent               |
| 1997 | Standing on the Edge          | Trademark                       | Co-Komponist               |
| 2000 | Step into My Life             | Trademark                       | Co-Produzent               |
| 1998 | Stille Nacht, heilige Nacht   | Wolfgang Petry                  | Co-Produzent               |
| 1987 | Sturmwarnung                  | Wolfgang Petry                  | Co-Komponist               |
| 1983 | Süsse Liebe                   | Nino de Angelo                  | Co-Komponist               |
| 1998 | Süßer die Glocken nie klingen | Wolfgang Petry                  | Co-Produzent               |

## T
| Jahr | Titel                               | Interpret                      | Funktion                   |
| ---- | ----------------------------------- | ------------------------------ | -------------------------- |
| 1998 | Tage vorher                         | Wolfgang Petry                 | Co-Produzent               |
| 1997 | Talk                                | Trademark                      | Co-Komponist               |
| 2000 | There’s No One Like You             | Trademark                      | Co-Komponist, Co-Produzent |
| 2014 | Tinte (Wo willst du hin?)           | Achim Petry                    | Co-Komponist               |
| 2014 | Tinte (Wo willst du hin?)           | Achim Petry mit Wolfgang Petry | Co-Komponist               |
| 2000 | Three’s a Crowd                     | Trademark                      | Co-Produzent               |
| 1981 | Träume hebt sie sich für später auf | Wolfgang Petry                 | Co-Komponist               |
| 1982 | Tu es aus Liebe                     | Mireille Mathieu               | Co-Komponist               |
| 1988 | Tu was                              | Wolfgang Petry                 | Co-Komponist, Co-Produzent |
| 1996 | Tu’s doch                           | Wolfgang Petry                 | Co-Produzent               |
| 2004 | Typisch Frau, Typisch Mann (Heia)   | Wolfgang Petry                 | Co-Produzent               |

## U
| Jahr | Titel              | Interpret         | Funktion     |
| ---- | ------------------ | ----------------- | ------------ |
| 1987 | Unser Film ist aus | Wolfgang Petry    | Co-Komponist |
| 1992 | Unsere grosse Zeit | Brunner & Brunner | Co-Komponist |
| 1981 | Unterwegs          | Wolfgang Petry    | Co-Komponist |
| 1984 | Usjebomb           | De Bläck Fööss    | Co-Komponist |

## V
| Jahr | Titel                                     | Interpret                                   | Funktion                   |
| ---- | ----------------------------------------- | ------------------------------------------- | -------------------------- |
| 1996 | Verlieben, verloren, vergessen, verzeih’n | Wolfgang Petry                              | Co-Produzent               |
| 2014 | Verlieben, verloren, vergessen, verzeih’n | Christoff (Songtitel: Je hebt mij betoverd) | Co-Komponist               |
| 1988 | Viele kleine Wunder                       | Wolfgang Petry                              | Co-Komponist, Co-Produzent |
| 2000 | Völlig leer                               | Wolfgang Petry                              | Co-Komponist               |
| 1999 | Vorbei                                    | Wolfgang Petry                              | Co-Komponist, Co-Produzent |

## W
| Jahr | Titel                                                | Interpret                                         | Funktion                   |
| ---- | ---------------------------------------------------- | ------------------------------------------------- | -------------------------- |
| 2007 | Wär’ die Liebe ein Flieger                           | Achim Petry                                       | Co-Komponist               |
| 1996 | Wahnsinn                                             | Wolfgang Petry                                    | Co-Produzent               |
| 1992 | Was ist denn schon dabei                             | Wolfgang Petry                                    | Co-Komponist               |
| 1997 | Weiber                                               | Wolfgang Petry                                    | Co-Komponist, Co-Produzent |
| 1998 | Weihnacht fängt an                                   | Wolfgang Petry                                    | Co-Produzent               |
| 2002 | Weiß der Geier                                       | Wolfgang Petry                                    | Co-Produzent               |
| 2009 | Weiß der Geier                                       | Die Lustigen Zillertaler (Songtitel: Pleitegeier) | Co-Komponist               |
| 1981 | Wenn da zu Hause nicht mein Mädchen wär’             | Wolfgang Petry                                    | Co-Komponist               |
| 1993 | Wenn du gehst                                        | Bernhard Brink                                    | Co-Komponist               |
| 1993 | Wenn du mich brauchst                                | Wolfgang Petry                                    | Co-Komponist               |
| 1991 | Wenn ich ehrlich bin                                 | Wolfgang Petry                                    | Co-Komponist               |
| 2002 | Wenn ich geh’                                        | Wolfgang Petry                                    | Co-Produzent               |
| 1989 | Wenn wir uns wiederseh’n                             | Christian König                                   | Co-Komponist, Co-Produzent |
| 1993 | Wer die Augen schließt (wird nie die Wahrheit seh’n) | Mut zur Menschlichkeit                            | Co-Komponist               |
| 1993 | Wer die Augen schließt (wird nie die Wahrheit seh’n) | Andy Borg                                         | Co-Komponist               |
| 1993 | Wer die Augen schließt (wird nie die Wahrheit seh’n) | Andreas Martin                                    | Co-Komponist               |
| 1993 | Wer die Augen schließt (wird nie die Wahrheit seh’n) | Wolfgang Petry                                    | Co-Komponist               |
| 1997 | Wer die Augen schließt (wird nie die Wahrheit seh’n) | Denise & Johnny Bach                              | Co-Komponist               |
| 1997 | Wer die Augen schließt (wird nie die Wahrheit seh’n) | Trademark (Songtitel: I’ll Be There for You)      | Co-Komponist               |
| 1998 | White Christmas                                      | Wolfgang Petry                                    | Co-Produzent               |
| 2009 | Wie ein Komet                                        | Achim Petry                                       | Co-Produzent               |
| 2009 | Wie ein offenes Buch                                 | Achim Petry                                       | Co-Produzent               |
| 1990 | Wie ein Stern                                        | Bernd Clüver                                      | Co-Komponist, Co-Produzent |
| 1992 | Wieso und weshalb…                                   | Wolfgang Petry                                    | Co-Komponist, Co-Produzent |
| 1996 | Wieso und weshalb…                                   | Wolfgang Petry                                    | Co-Komponist, Co-Produzent |
| 1987 | Willkommen auf der Sonnenbank                        | Wolfgang Petry                                    | Co-Komponist               |
| 2001 | Wir kommen alle in den Himmel                        | Wolfgang Petry                                    | Co-Produzent               |
| 2004 | Wir sind noch lange nicht im Eimer                   | Wolfgang Petry                                    | Co-Produzent               |
| 2000 | Without You                                          | Trademark                                         | Co-Produzent               |
| 1991 | Wo ist das Problem                                   | Wolfgang Petry                                    | Co-Komponist               |
| 1987 | Wochenplan                                           | De Bläck Fööss                                    | Co-Komponist               |